# 壶关之战
壶关之战，东汉建安十一年（206年），曹操灭并州刺史高幹的作战。
205年十月，归降曹操的并州刺史高幹在曹操北征乌桓之时，在并州（治所在晋阳县，今山西省太原市西南）反曹，扣押上党郡（治所在长子县，今山西省长子县南）太守，派兵前去屯守壶关（今山西省长治市北），抵抗曹操。曹操派乐进、李典讨伐高幹，没有成功。206年正月，曹操派儿子曹丕守邺城，亲率大军西征，围攻壶关三个月，守军投降。高幹向南匈奴求救，南匈奴没有救援。高幹率领亲从数人南奔荆州，投靠刘表。在途中，被上洛都尉王琰抓获杀死。